# Schedim
Schedim (hebräisch שֵׁדִים) bezeichnet eine Gattung von Dämonen im Judentum. Häufig verstand man sie als fremde Götter, die zwar unabhängig, aber doch in ihrer Macht Gott unterlegen sind. Sie stellen keine Konkurrenz oder Gegenpol zu Gott dar, sondern gelten als verwerflich, weil sie als Götzen verehrt werden. Zwar schreibt man ihnen die Ursache für Krankheiten zu, doch können sie ebenfalls fromm oder gar freundlich sein. Bei der Übersetzung hebräischer Texte in das Griechische wurden die Schedim als Daimonion stets mit implizierter negativer Konnotation als fremde unsichtbare Mächte, übersetzt. Ihr Aufenthaltsort wurde auch in der Nähe von Gräbern (Jüdischer Friedhof) vermutet.

## Tanach
Im Tanach wird das Wort Schedim („beschützende Geister“) zweimal verwendet (Psalm 106:37 und Deuteronomium, Deut 32,17 ) und bezeichnet Nicht-Götter denen Opfer dargelegt wurden. Der hebräische Ausdruck ist ein Lehnwort aus dem Akkadischen. Die Torah (Deut 32:17) spricht explizit von Schedim als „Nicht-Göttern“ und versichert, dass es neben dem ein-einzigen JHWH, dem Gott Israels, keine übernatürlichen Kräfte gibt (Deut 4:35).
Der Ausdruck Nicht-Götter in der Torah hat einen absichtlich sarkastischen Unterton.
Von den Schedim werden unter anderem noch die Se'irim („haarige Wesen“) unterschieden.
Der evangelischer Theologe Johannes Woyke behauptet, dass in der jüdischen Tradition allgemein heidnische Götter als Schedim bezeichnet würden (vgl. aber).

## Midrasch
Gemäß der Midrasch hätten sie wie Engel Flügel und können die Grenzen zum Himmel erreichen, um zu hören, was in der Zukunft passieren wird, aber ebenso müssen sie Nahrung aufnehmen, vermehren sich und sterben, wie die Menschen.

## Aggada
Im Volksglauben seien sie mitunter die Kinder von Samael und Lilith. Einer anderen Legende nach, brach der Schabbat an, noch bevor Gott ihre Körper erschaffen hatte und sollten eigentlich wie Menschen werden, da Gott aber am Schabbat ruhte, wurden ihre Körper nie fertiggestellt.